# Corneli Àtic
Corneli Àtic (llatí: Cornelius Atticus) fou un atleta pancratista d'època romana del qual només se sap allò que diu la lauda funerària trobada a Pol·lència arran de les excavacions realitzades l'any 1933. El seu nom suggereix que seria d'origen grec i que la seva mort hauria causat consternació a la ciutat, com ho provaria el fet que no hi hagi altre exemple de poesia epigràfica trobat a les Illes Balears. Hom ha conjecturat que pogués ser un esclau o un llibert; en qualsevol cas, feia part de les capes més baixes de la població.
Es tracta del primer registre documentat sobre la pràctica de l'esport i d'un esportista a les Balears, per la qual cosa el Govern va crear la Distinció Cornelius Atticus en reconeixement dels esportistes més rellevant de les Illes.

## Text de la làpida
Es tracta d'una làpida quadrangular, d'escriptura monumental clara, amb lletres de grans dimensions en capital quadrada i petites decoracions en forma de fulles d'heura i de palmera. Per les característiques epigràfiques de la inscripció es tendeix a datar-la del segle iii. Fou trobada el 1933 durant les excavacions de Pol·lència a la zona de Can Tous, dirigides per Isasi i Llabrés. Es tracta d'un poema en hexàmetres dactílics amb inspiració en els models d'Ovidi i Virgili i amb certs desajustaments i faltes a la mètrica clàssica. De 1987 ençà es conserva al Museu de Pol·lència.
| «          | D(is) M(anibus) Cor(nelii) Attici e firmo signo / pancrati. Hic iacet infelix fato / deceptus iniquo. Solitus / assiduis durare membra / palaestris, arte quoque si/gni sui populo placuitque / frequenter. Qui terra fruge creatus et igne ac fumo / crematus, iam nihil existis / nisi quod superfuit igni. / Ossa atque cinis / iacent sub te/gmine saxi. | Als déus manes de Corneli Àtic, ben conegut com el pancracista. Aquí jeu el malaurat, enganyat pel fat injust. Avesat a endurir els seus membres en contínues palestres, complagué el poble moltes vegades amb l'art del seu sobrenom. Tu que fores creat de la terra com a fruit i cremat com a foc i fum, ara ja no ets res més que allò que el foc no consumí: ossos i cendres que jeuen sota un dosser de pedra. | » |
| — CIBAL 30 | | |   |